# Mesosa inaequalipennis
Mesosa inaequalipennis är en skalbaggsart som beskrevs av Maurice Pic 1944. Mesosa inaequalipennis ingår i släktet Mesosa och familjen långhorningar. Inga underarter finns listade i Catalogue of Life.